# Plinia ramosissima
Plinia ramosissima là một loài thực vật có hoa trong Họ Đào kim nương. Loài này được (Urb.) Urb. miêu tả khoa học đầu tiên năm 1928.